# Parafia św. Jakuba Apostoła w Błażejewie
Parafia św. Jakuba Apostoła w Błażejewie – rzymskokatolicka parafia w Błażejewie, dekanatu śremskiego archidiecezji poznańskiej.
Została utworzona w 1673 roku. Prowadzą ją księża Filipini.